# Belén (Mérida)
Es uno de los sectores urbanos situados en el casco histórico de la ciudad de Mérida, Dentro del Municipio Libertador y la parroquia Arias. Al estilo colonial fue construido en torno a una plaza central y una iglesia. Está delimitado por el sector de Milla (Mérida) y el sector de El Espejo (Mérida)
En la calle 19 están los históricos patiños
En la licorería tenemos a un histórico como germán parra el pequeño Jackson, qué nos deleita con sus mismos bailes durante 21 años. Hasta el presente sigue haciendo los mismos bailes.
.

## Ubicación
Se encuentra en la parte este de la ciudad, al borde del valle del río Chama, abarca desde la intersección de la calle 16 con las avenidas 5, 6, 7 y 8; hasta su intersección con la calle 18, además se encuentran pasajes o calles cerradas que reciben los nombres de "Pasaje Quintero, Pasaje Sánchez, Pasaje San Cristóbal, Pasaje Contreras, Pasaje Maria Simona y Pasaje 19 de abril ".
Las coordenadas del sector Belén lo ubican a ocho grados, treinta y cinco minutos y cincuenta y tres segundos de latitud norte (8°35′53″N) y a setenta y un grados, ocho minutos y dieciséis segundos de longitud oeste (71°08′16″O). A una altitud media de 1.618 metros sobre el nivel del mar, el sector Belén se encuentra por encima de la altitud media de la ciudad en general, cuya altitud media se ve usualmente fijada en 1.600 m s. n. m. exactos. Con 549 habitantes repartidos en 0.18 km² de acuerdo con informaciones de la alcaldía, el sector posee una densidad poblacional de 3.050 hab/km², significativamente menor a los 13 211 hab/km² de la ciudad de Mérida mas ingente a los 271 hab/km² del municipio Libertador y a los 83 hab/km² del estado Mérida.

## Alrededores
En sus inmediaciones podemos encontrar pequeños comercios de servicios, una carpintería, una herrería y una cristaleria; cuatro colegios: el Colegio Seráfico, el Liceo Tulio Febres Cordero, la Unidad Educativa Bolivariana Rivas Dávila; El Ambulatorio Belén, el Parque de los Poetas y además "La Cuesta de Belén" un pequeño barrio bajo del sector.
La actual Iglesia de Belén, fue reconstruida luego de derrumbarse durante el sismo de 1894.
Existen tres (3) instituciones educativas: 
• La U. E. Colegio “Nuestra Señora de Belén”, conocido como el Colegio Seráfico, ubicada en la calle 16 Araure, N° 7-25, entre avenidas 7 y 8, frente a la Plaza Rivas Dávila, parroquia Civil Monseñor Arias, Sector Belén; cuyo origen se remonta al año 1956, cuando los padres Franciscanos Capuchinos en su labor pastoral fundan el Seminario como semillero de nuevas vocaciones sacerdotales y religiosas;
• El Liceo Tulio Febres Cordero, del cual existe un relato que señala que la edificación donde está ubicado el actual liceo Tulio Febres Cordero fue utilizada como sede de la Seguridad Nacional en Mérida. Supuestamente debajo del auditorio del liceo está la entrada a la antigua cárcel y han existido, hasta la actualidad, pequeñas celdas de dos metros de ancho por dos metros de alto utilizadas para torturar a los prisioneros. También se indica que estos espacios tenían diversos pasadizos subterráneos y comunicaban con puntos estratégicos de la ciudad como el Cuartel de Milla, el Parque de los Poetas y la Gobernación, los cuales se utilizaban para trasladar y para desaparecer a ciertos presos; del mismo modo se expresa que estos túneles servían como vía de escape de los prisioneros y de los funcionarios de la Seguridad. En la actualidad las entradas a las celdas y a los pasadizos ubicadas en el auditorio del liceo fueron selladas por motivos de seguridad, porque los alumnos del liceo ingresaban sin permiso al interior del lugar y era peligroso por su estado de abandono. También existen otros relatos en donde se señala que la edificación del liceo Tulio Febres Cordero está construida desde la época de Gómez y que posiblemente tenía las mismas funciones de la Seguridad Nacional, funcionando inicialmente como un cuartel;
• La Unidad Educativa Bolivariana Rivas Dávila, que reclama el título de plantel educativo más antiguo del estado Mérida, en virtud de la celebración en 2017 de su centésimo quinto (105.º) aniversario de fundación. Se encuentra ubicada en Calle 15 Piñango, entre Avenidas 6 y 7. El sitio que actualmente es ocupado por la Unidad Educativa Bolivariana "Rivas Dávila" anteriormente era conocido como la plaza de los piscos, lugar de reunión de los beodos del sector, criadero de algunos animales y el terreno servía para entrenamientos militares.
- Datos: Q5725369